# مفهوم القلق
مفهوم القلق (بالدنماركية: Begrebet Angest)‏: مداولة بسيطة موجهة نفسيًا حول المسائل العقائدية للخطيئة الوراثية، هو عمل فلسفي كتبه الفيلسوف الدنماركي سورين كيركيغور في عام 1844. ثم قام والتر لوري بترجمته إلى اللغة الإنكليزية الأصلية عام 1944، وقد نفدت طبعته الآن، وكان عنوانه مفهوم الرهبة. تخصص مفهوم القلق للأستاذ الراحل بول مارتن مولر. استخدم الاسم المستعار فيجيليوس  هوفنينسيس «والذي وفقًا للباحث كيركيغور يوشيا طومسون، هو النسخ اللاتيني لـ (الحارس) لكوبنهاجن» لمفهوم القلق.
تحتوي جميع كتب كيركيغور إما على مقدمة، أو تفاني، أو صلاة في البداية، ويتضمن هذا الكتاب مقدمة مطولة. نشر «مفهوم القلق» في التاريخ نفسه في كتاب تمهيدات في السابع عشر من يونيو 1844. يتناول كلا الكتابين فكرة هيجل عن الوساطة، والوساطة هي خيط مشترك في جميع أعمال كيركيغور. وكان عمله حتى هذه اللحظة هو إظهار أن الإيمان يجري بوساطة المعرفة، وهنا يتناول مسائل الخطيئة والذنب.
بالنسبة لكيركيغور، القلق، أو الرهبة، أو الخوف هو «حقيقة الحرية بأنها احتمال ممكن». يستخدم كيركيغور مثال رجل يقف على حافة مبنى شاهق أو منحدر. عندما ينظر الرجل إلى الحافة، فإنه يشعر بنفور من احتمال السقوط، ولكن في الوقت نفسه، يشعر الرجل بدافع مرعب لإلقاء نفسه عمدًا عن الحافة. هذه التجربة هي القلق أو الرهبة بسبب حريته الكاملة في اختيار إما التخلص من نفسه أو البقاء في مكانه. حقيقة أن المرء لديه الإمكانية والحرية لفعل شيء ما (حتى أكثر الاحتمالات ترويعًا)، تثير مشاعر هائلة من الرهبة. أطلق كيركيغور على هذا اسم «دوار الحرية».
يركز كيركيغور على القلق الأول الذي يعاني منه الإنسان: اختيار آدم أن يأكل من شجرة المعرفة المحرمة أم لا. بما أن مفاهيم الخير والشر لم تظهر قبل أن يأكل آدم الثمرة، لم يكن لدى آدم أي مفهوم عن الخير والشر، ولم يكن يعلم أن الأكل من الشجرة «شر«. ما كان يعرفه هو أن الله تعالى قال له ألا يأكل من الشجرة. يأتي القلق من حقيقة أن نهي الله نفسه يعني ضمنًا أن آدم حر، وأنه يمكنه اختيار طاعة الله أو عدم طاعته. بعد أن أكل آدم من الشجرة ولدت الخطيئة. لذلك، وفقًا لكيركيغور، القلق يسبق الخطيئة. يذكر كيركيغور أن القلق هو الافتراض المسبق للخطيئة الوراثية (الذي كان أوغسطينوس أول من أطلق عليه «الخطيئة الأصلية«).
ومع ذلك، يذكر كيركيغور أن القلق هو وسيلة لإنقاذ البشرية أيضًا. يُعلمنا القلق بخياراتنا، وإدراكنا الذاتي ومسؤوليتنا الشخصية، وينقلنا من حالة الآنية غير الواعية إلى التأمل الواعي بالذات. «يسمي جان بول سارتر هذين المصطلحين الوعي قبل التأملي والوعي التأملي». يصبح الفرد مدركًا لإمكانياته حقًا من خلال تجربة القلق. لذلك، قد يكون القلق احتمالًا لوقوع الخطيئة، ولكن القلق يمكن أن يكون أيضًا تميزًا أو إدراكًا للهوية والحرية الحقيقية للفرد. عدا عن ذلك، توجد الخطيئة في حل القلق ذاته من طريق الصواب والخطأ. لماذا تحتضن القلق وهو عدم إصدار الأحكام؟

## تقدمه
في عام 1793، أي قبل أن يكتب كيركيغور «مفهوم القلق»، كتب إيمانويل كانط كتابه «الدين في حدود العقل وحده». لقد رفع كتابه العقل في عالم المسيحية. كتب العديد من الفلاسفة القاريين كتبهم فيما يتعلق بأفكار كانط. كان كيركيغور على دراية بالكتاب الثاني من كتاب كانط «صراع الخير مع مبدأ الشر للسيادة على الإنسان»، وقام بدراسة مماثلة لهذا الكتاب؛ ومع ذلك، قد يسميه صراع الأخلاق والقلق للسيادة على الإنسان. يستبدل كيركيغور «الأخلاق» بمصطلح كانط  «الخير» ومصطلح «القلق بشأن الخير» بمصطلح كانط «الشر». لقد كتب عن الخير المثالي مقابل الخير الفعلي الذي يمكن أن يفعله فرد واحد بالطريقة التالية: «تقترح الأخلاق تحقيق المثالية في الواقع. ومن ناحية أخرى، ليس من طبيعة حركتها رفع الواقعية إلى المثالية. تشير الأخلاق إلى المثالية بوصفها مهمة، وتفترض أن كل إنسان يمتلك الشروط المطلوبة. وهكذا فإن الأخلاق تطور تناقضًا، بقدر ما توضح الصعوبة والاستحالة». وتساءل: كيف يمكن لأي إنسان موجود أن يقوم بأي حركة في عالم مثالي؟.

يبدأ كيركيغور هذا الكتاب بمقدمة قصيرة. يتوقع الآن أن يدرك قراؤه أن المقدمة هي مفتاح لمعنى الكتاب. يستخدم هوفنينسيس كلمة «جيل» عدة مرات، إضافةً إلى كلمات «عصر» و«حقبة» في مقدمته لإعداد القارئ لموضوعه. التقدم من «العلم الأول»، الأخلاق، إلى «العلم الثاني»، علم النفس. كان المؤرخون وعلماء النفس والأنثروبولوجيا وعلماء الدين والفلاسفة متفقين جميعًا على وجوب الحفاظ على الماضي إذا كان هناك مستقبل للبشرية. كانت هذه العلوم اللينة موضع اهتمام كيركيغور فقط بقدر ما كانت مرتبطة بتقدم المسيحية. تلي مقدمته هذه مقدمته الأولى منذ أن نشر أطروحته، مفهوم السخرية. يمكن أن يمثل بداية جديدة، ولكن هذا غير معروف على وجه اليقين.
كتب فريدريش شيلينج «تحقيقات فلسفية في جوهر الحرية الإنسانية» في عام 1809، ثم كتب جورج فيلهلم فريدريش هيجل كتابه «علم المنطق» بين عامي 1812 و1816، وكتب يوهان فريدريش هيربارت عن علم أصول التدريس. كانوا جميعًا يناقشون كيفية ظهور الخير والشر. شكك كيركجارد في تأكيد هيجل وشيلينج على السلبي «الشر»، وانحاز إلى تركيز هيبارت على الإيجابي «الصالح». يقول كيركيغور «القلق من الخطيئة ينتج الخطيئة»  في هذا الكتاب ثم قالها مرة أخرى: التوبة هي تذكر الذنب. من وجهة نظر نفسية بحتة، اعتقد حقًا أن الشرطة تساعد المجرم على عدم التوبة. من خلال سرد تجارب حياته وتكرارها باستمرار، يصبح المجرم خبيرًا في الذاكرة في إثارة حياته بحيث يكون إبعاد مثالية التذكر. إن التوبة حقًا، ولا سيما التوبة مرة واحدة، تتطلب قدرًا هائلًا من المثالية؛ لذلك يمكن للطبيعة أيضًا أن تساعد الإنسان، والتوبة المتأخرة، التي لا تذكر فيما يتعلق بالتذكر، غالبًا ما تكون الأصعب والأعمق. القدرة على التذكر هي شرط لكل إنتاجية. إذا لم يعد الشخص يرغب في أن يكون منتجًا، فعليه فقط أن يتذكر الشيء نفسه الذي يتذكره إن أراد إنتاجه، وأصبح الإنتاج مستحيلًا، أو سيصبح مثيرًا للاشمئزاز بالنسبة له لدرجة أنه كلما أبكر في التخلي عنه كان ذلك أفضل.

-سورين كيركيغور، مراحل طريق الحياة، مقدمة، هونج ص14 (1845).
كانوا جميعًا متورطين في السؤال الديالكتيكي حول «كيف» يتحول فرد أو جماعة أو عرق من الخير إلى الشر أو من الشر إلى الخير. ضغط  كيركيغور مع فئته «الفرد المنفرد».
أفهم كلمات بطرس، «إلى من نذهب؟» للإشارة إلى وعيه بالخطيئة. هذا هو الذي يربط الإنسان بالمسيحية. وبما أن الله هو الذي من طريق وعي الخطيئة يربط كل فرد بالمسيحية، لذلك يجب الافتراض أنه يحدد أيضًا صراعات كل شخص على حدة.